# Allemand Peak
Allemand Peak är en bergstopp i Antarktis. Den ligger i Östantarktis. Australien gör anspråk på området. Toppen på Allemand Peak är 1 817 meter över havet.
Terrängen runt Allemand Peak är varierad. Trakten är obefolkad. Det finns inga samhällen i närheten.